# Johannes Blooker (1793-1858)
Johannes Blooker (1796 - 1858) was een van de oprichters van Blooker Cacao, gehuwd met Willemijna Puijman, zoon Jan Jacobus Jurriaan Blooker (geboren omstreeks 1817).
De vader van Johannes Blooker was Jurriaan Blooker. Deze had sinds 1798 een snuiftabakfabriek in molen 'De Vriendschap'. In 1813, twaalf jaar na zijn dood, begonnen zijn zoons Johannes en Cornelis († 1836) een chocoladefabriek. Na enkele uitbreidingen en een grote brand verhuisde de 'Stoom-Chocolaadfabriek' in 1886 naar Amsterdam, aan de Weesperzijde 194 en de Omval, waar nu het gebouw Leeuwenburg, het voormalige hoofdkantoor van de voormalige Postbank, staat.

## Trivia
- In Amsterdam is een Johannes Blookerweg.